# Hermenêutica da suspeita
"Hermenêutica da suspeita" ou "escola da suspeita" (em francês:  école du soupçon) é uma expressão cunhada por Paul Ricœur em seu livro Freud e Filosofia (1965), com o objetivo de sintetizar elementos comuns que permeiam os escritos de Karl Marx, Sigmund Freud e Friedrich Nietzsche, os três "mestres da suspeita". Essa escola é definida como tentativa de se obter um reconhecimento e uma percepção equilibrados entre "explicação" e "entendimento", de modo a validar as expressões de uma representação.

## Visão geral
De acordo com a teórica literária Rita Felski, trata-se de "um estilo de interpretação distintamente moderno que contorna significados óbvios ou evidentes a fim de extrair verdades menos visíveis e menos agradáveis". 
 "[Marx, Freud, e Nietzsche] compartilham o compromisso de desmascarar 'as mentiras e ilusões da consciência'; eles são os arquitetos de um estilo de interpretação distintamente moderno que contorna os significados óbvios ou evidentes a fim de extrair verdades menos visíveis e menos agradáveis.... A expressão de Ricœur sustentou um pós-vida energético nos estudos religiosos, bem como na filosofia, história intelectual e campos relacionados". 
 Felski também observa que "a 'hermenêutica da suspeita' é o nome geralmente concedido à técnica de ler textos nas entrelinhas, catalogando suas omissões e expondo suas contradições, limpando o que eles falham em sabem e não podem representar". Nesse sentido, a hermenêutica da suspeita pode ser vista como relacionada à crítica da ideologia. Felski baseou-se na teoria de Ricœur ao delinear sua influente teoria pós-crítica.

## Tipos
Ruthellen Josselson explica que "Ricœur distingue a hermenêutica em duas formas: uma é a hermenêutica da fé, que visa restaurar o significado de um texto, e a outra é a hermenêutica da suspeita, que tenta decodificar significados ocultos".